# Bank Afganistanu
Bank Afganistanu (paszto Dy Afghanistan Bank) – bank centralny Afganistanu z siedzibą w Kabulu, założony w 1939 roku.

## Zadania
Zadania banku regulowane są Ustawą o Banku Afganistanu, według której do jego głównych zadań i obowiązków należy:
- osiągnięcie i utrzymywanie stabilności cen
- wspieranie płynności, wypłacalności i skutecznego funkcjonowania stabilnego rynkowego systemu finansowego, jak również promowanie bezpiecznego, solidnego i wydajnego krajowego systemu płatności
- wspieranie ogólnej polityki gospodarczej Rządu, jak również promowanie zrównoważonego wzrostu gospodarczego
- formułowanie, wdrażanie i wykonywanie polityki monetarnej Afganistanu
- formułowanie, wdrażanie i wykonywanie polityki walutowej i porozumień walutowych Afganistanu
- utrzymywanie i zarządzanie rezerwami walutowymi Afganistanu
- druk i emisja banknotów i monet Afganistanu
- działanie jako bankier, doradca i agent skarbowy Rządu
- wydawanie i rejestrowanie licencji, jak również regulowanie i nadzór nad bankami, dealerami walutowymi, dostawcami usług finansowych, operatorami systemów płatności, dostawcami usług związanych z papierami wartościowymi, operatorami systemów transferowych papierów wartościowych, jak również nad innymi osobami podlegającymi pod nadzór w świetle ustawy
- tworzenie, utrzymywanie i promowanie solidnych i efektywnych systemów dla płatności i transferów papierów wartościowych emitowanych przez Rząd lub Bank Afganistanu, jak również za clearing i rozliczanie transakcji płatniczych i transakcji na takich papierach.

## Organizacja
Bankiem zarządza Rada Najwyższa, w skład której wchodzą prezes (governor), wiceprezes oraz pięciu pozostałych członków. Wszystkich członków Rady powołuje Prezydent kraju za zgodą parlamentu na pięcioletnią kadencję. Wszyscy członkowie Rady powinni być obywatelami Afganistanu.